# Союз фотохудожников России
Союз фотохудожников России — общероссийская общественная организация, объединяющая профессиональных фотографов (более 2 000 действительных членов).

## Описание
Отделения и филиалы Союза имеются в 47 субъектах Российской Федерации.

## Конкурс «Молодые фотографы России»
Всероссийский ежегодный конкурс проводимый Союзом фотохудожников России с использованием гранта Президента Российской Федерации на развитие гражданского общества, предоставляемого Фондом президентских грантов.
Участие в конкурсе могут принять фотографы — граждане Российской Федерации, в возрасте от 18 до 35 лет, и предоставить авторские серии от 3 до 6 работ.
По итогам конкурса проводится награждение победителей и итоговая фотовыставка.

## Члены Члены Союза фотохудожников России
Категория:Члены Союза фотохудожников России